# Mitteldorf (Igensdorf)
Mitteldorf ist ein Gemeindeteil des Marktes Igensdorf im Landkreis Forchheim (Oberfranken, Bayern).

## Geografie
Das im Erlanger Albvorland gelegenes Dorf befindet sich etwas mehr als einen halben Kilometer ostnordöstlich von Igensdorf und liegt auf einer Höhe von 338 m ü. NHN.

## Geschichte
Die erste schriftliche Erwähnung von Mitteldorf war 1109, als der Ort in einer päpstlichen Urkunde genannt wurde. Gegen Ende des Mittelalters befand sich die Ortschaft im Eigentum des zur Kurpfalz gehörenden Klosters Weißenohe, unter dessen Landeshoheit es bis zum Beginn des 19. Jahrhunderts verblieb. Die Hochgerichtsbarkeit über das außerhalb des Ortes gelegene Flurgebiet hatte in diesen drei Jahrhunderten das 1503 eingerichtete nürnbergische Pflegamt Hiltpoltstein. Als nach der Ächtung des pfälzischen Kurfürsten Friedrich V. (des sogenannten Winterkönigs) die Oberpfalz als Lehen an Kurbaiern übergeben wurde, wirkte sich das auch auf die Machtverhältnisse in Mitteldorf aus; der Ort wurde wie der gesamte Weißenoher Klosterbesitz bairisch. Dem Kloster war es gegenüber dem Hiltpoltsteiner Pflegamt gelungen, für seine Besitzungen die Limitierte Cent durchzusetzen. Damit übte die klösterliche Verwaltung die Hochgerichtsbarkeit innerhalb des Dorfes (inner Etters) aus, ebenso die Dorf- und Gemeindeherrschaft. Mitteldorf wurde im Jahr 1803 entsprechend den im Haupt-Landes-Grenz- und Purifikationsvergleich mit dem Königreich Preußen vereinbarten Bedingungen an das preußische Ansbach-Bayreuth übergeben und damit später ein Bestandteil des Eschenauer Straßendistrikts, einer Korridorverbindung, mit der die beiden geografisch voneinander getrennten Teile dieses Territoriums über eine Militärstraße miteinander verbunden wurden. Nach der preußischen Niederlage im Vierten Koalitionskrieg wurde das Dorf zusammen mit dem gesamten Fürstentum Bayreuth 1807 einer vom französischen Kaiserreich eingesetzten Militärverwaltung unterstellt. Mit dem käuflichen  Erwerb dieses Fürstentums im Jahr 1810 durch das Königreich Bayern wurde Mitteldorf wieder bayerisch.
Durch die Verwaltungsreformen zu Beginn des 19. Jahrhunderts im Königreich Bayern wurde Mitteldorf mit dem Zweiten Gemeindeedikt im Jahr 1818 ein Bestandteil der Ruralgemeinde Igensdorf.

## Verkehr
Die Anbindung an das öffentliche Straßennetz wird hauptsächlich durch die Bundesstraße 2 hergestellt, die den Ort von Süden her kommend durchquert und in nordnordöstlicher Richtung nach Weißenohe weiterführt. Im Südosten des Dorfes zweigt die Staatsstraße 2236 ab, die Mitteldorf mit Igensdorf verbindet. Unmittelbar nördlich dieser Abzweigung befindet sich ein Haltepunkt der Gräfenbergbahn. Dieser liegt zwar im Ortsbereich von Mitteldorf, wird von der Deutschen Bahn aber als „Igensdorf“ bezeichnet.

## Baudenkmäler

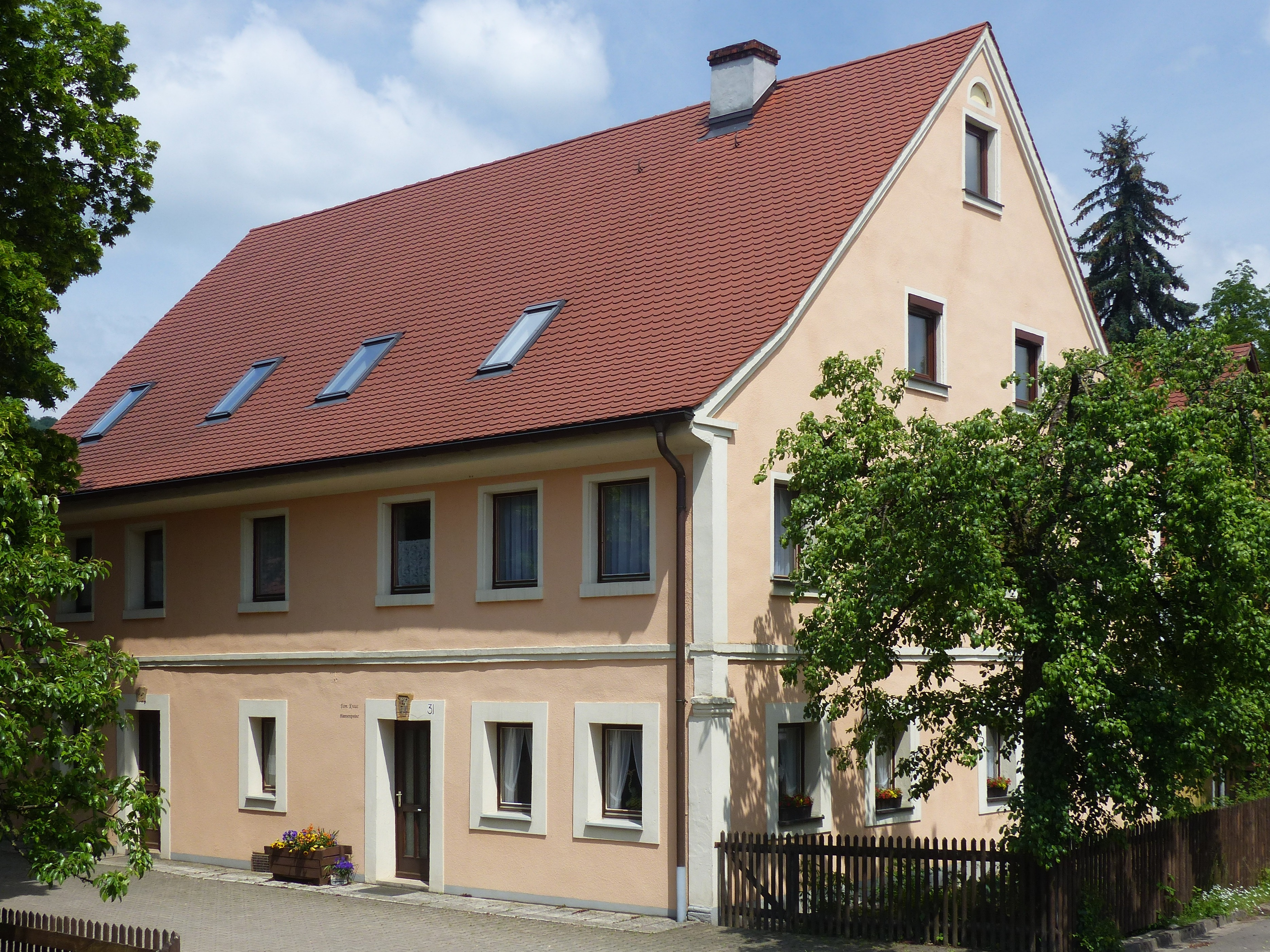
Bauernhaus an der Bayreuther Straße

In Mitteldorf befinden sich zwei denkmalgeschützte Bauernhäuser, die beide aus der ersten Hälfte des 19. Jahrhunderts stammen.